# Joint European Resources for Micro to Medium Enterprises
JEREMIE (Joint European Resources for Micro to Medium Enterprises – Wspólne Europejskie Zasoby dla Przedsiębiorstw od Mikro do Średnich) – program Unii Europejskiej, realizowany przez Komisję Europejską, Europejski Bank Inwestycyjny oraz Europejski Fundusz Inwestycyjny, przewidziany na lata 2007-2013. Stanowi on jeden z kluczowych elementów polityki spójności Unii Europejskiej. Ideą wprowadzenia inicjatywy JEREMIE jest zapewnienie zasobów europejskich sektorowi mikro-, małych i średnich przedsiębiorstw.

## Cel programu
Nadrzędnym celem inicjatywy JEREMIE jest zwiększenie konkurencyjności gospodarki europejskiej względem rynku światowego poprzez ułatwienie dostępu MŚP do wielopłaszczyznowego finansowania. Wśród głównych jego form należy wymienić mikrokredyty, mikropożyczki, gwarancje, doradztwo i pomoc techniczna, kapitał akcyjny i udziałowy i in. Są one udzielane w sposób ciągły i odnawialny oraz będą dostępne przedsiębiorstwom także po 2013 r. Wobec niskiego wykorzystania unijnych funduszy strukturalnych na pomoc sektorowi MŚP w latach 2001-2006, jednym z zadań programu jest także właśnie optymalizacja gospodarowania pozyskiwanymi środkami pomocowymi z Unii Europejskiej.

## Sposób funkcjonowania
Region lub kraj członkowski Unii Europejskiej zakłada zgodnie z postulatami JEREMIE tzw. Holding Fund – fundusz finansujący, zapewniający pełny wachlarz finansowych instrumentów na usługi MŚP. Fundusz ten ma pośredniczyć w przekazywaniu środków pomocowych zgodnie z decyzjami instytucji zarządzającej (np. ministerstwa). Środki gromadzone na funduszu są przekazywane MŚP za pośrednictwem instytucji pośrednich, jak np. banki, fundusze pożyczkowe, działających na warunkach konkurencyjnych. Ich priorytetem są jednakże inwestycje związane z innowacjami, zaawansowanymi technologiami.
Szczególnie silnie zaangażowanym w inicjatywę JEREMIE krajem jest Słowacja, która ustaliła łączną sumę środków na funduszu programu o wysokości 700 mln EUR.

## Nowy okres prognozowania
Znaczenie programów typu Jeremie będzie wzrastać, gdyż Komisja Europejska uważa, że byłoby idealnie, aby każde z państw Unii na pomoc zwrotną, w tym pożyczki, poręczenia przeznaczyło po 2013 r. około 15 proc. pieniędzy, które otrzyma na lata 2014–2020. Obecnie w Polsce pomoc zwrotna stanowi według różnych szacunków około 2–3 proc. pieniędzy, jakie Polska otrzymała na lata 2007–2013 na politykę regionalną.